# داريو سفيتانيتش
داريو سفيتانيتش (بالإسبانية: Darío Cvitanich) مواليد 16 مايو 1984 في الأرجنتين، هو لاعب كرة قدم أرجنتيني يلعب مع نادي ميامي في دوري أمريكا الشمالية لكرة القدم كمهاجم.

## المسيرة الاحترافية

### أندية لعب لها
- بانفيلد
- أياكس أمستردام
- نادي نيس
- نادي باتشوكا

## روابط خارجية
- داريو سفيتانيتش على موقع الاتحاد الدولي (مؤرشف)  (الإنجليزية)
- داريو سفيتانيتش على موقع الاتحاد الأوربي (الإنجليزية)
- داريو سفيتانيتش على موقع قاعدة بيانات كرة القدم.إي يو (الإنجليزية)
- داريو سفيتانيتش على موقع Soccerbase.com (لاعب) (الإنجليزية)
- داريو سفيتانيتش على موقع Soccerway.com (الإنجليزية)
- داريو سفيتانيتش على موقع عالم كرة القدم.نت (الإنجليزية)
- داريو سفيتانيتش على موقع AS.com (الإسبانية)